# Migron
Ne doit pas être confondu avec [[:Le Migron dans l'estuaire de la Loire]].
Migron est une commune du Sud-Ouest de la France située dans le département de la Charente-Maritime, en région Nouvelle-Aquitaine.
Ses habitants sont appelés les Migronnais et les Migronnaises.

## Géographie
La commune de Migron se situe dans le centre-est du département de la Charente-Maritime, en région Nouvelle-Aquitaine, dans l'ancienne province de Saintonge. Appartenant au midi de la France — on parle plus précisément de « midi atlantique », au cœur de l'arc atlantique, elle est partie intégrante du Grand Sud-Ouest français, et est parfois également incluse dans un Grand Ouest aux contours plus flous.

### Communes limitrophes
| Bercloux, Brizambourg | Authon-Ébéon             | Aujac    |
| Villars-les-Bois      | Migron                   | Mons     |
| Burie                 | Val-de-Cognac (Charente) | Le Seure |

## Urbanisme

### Typologie
Au 1er janvier 2024, Migron est catégorisée commune rurale à habitat dispersé, selon la nouvelle grille communale de densité à 7 niveaux définie par l'Insee en 2022.
Elle est située hors unité urbaine. Par ailleurs la commune fait partie de l'aire d'attraction de Cognac, dont elle est une commune de la couronne,. Cette aire, qui regroupe 44 communes, est catégorisée dans les aires de 50 000 à moins de 200 000 habitants,.

### Occupation des sols
L'occupation des sols de la commune, telle qu'elle ressort de la base de données européenne d’occupation biophysique des sols Corine Land Cover (CLC), est marquée par l'importance des territoires agricoles (87,5 % en 2018), en diminution par rapport à 1990 (88,6 %). La répartition détaillée en 2018 est la suivante : 
cultures permanentes (37,4 %), zones agricoles hétérogènes (29,2 %), terres arables (15 %), forêts (10,2 %), prairies (5,9 %), zones urbanisées (2,3 %). L'évolution de l’occupation des sols de la commune et de ses infrastructures peut être observée sur les différentes représentations cartographiques du territoire : la carte de Cassini (XVIIIe siècle), la carte d'état-major (1820-1866) et les cartes ou photos aériennes de l'IGN pour la période actuelle (1950 à aujourd'hui).

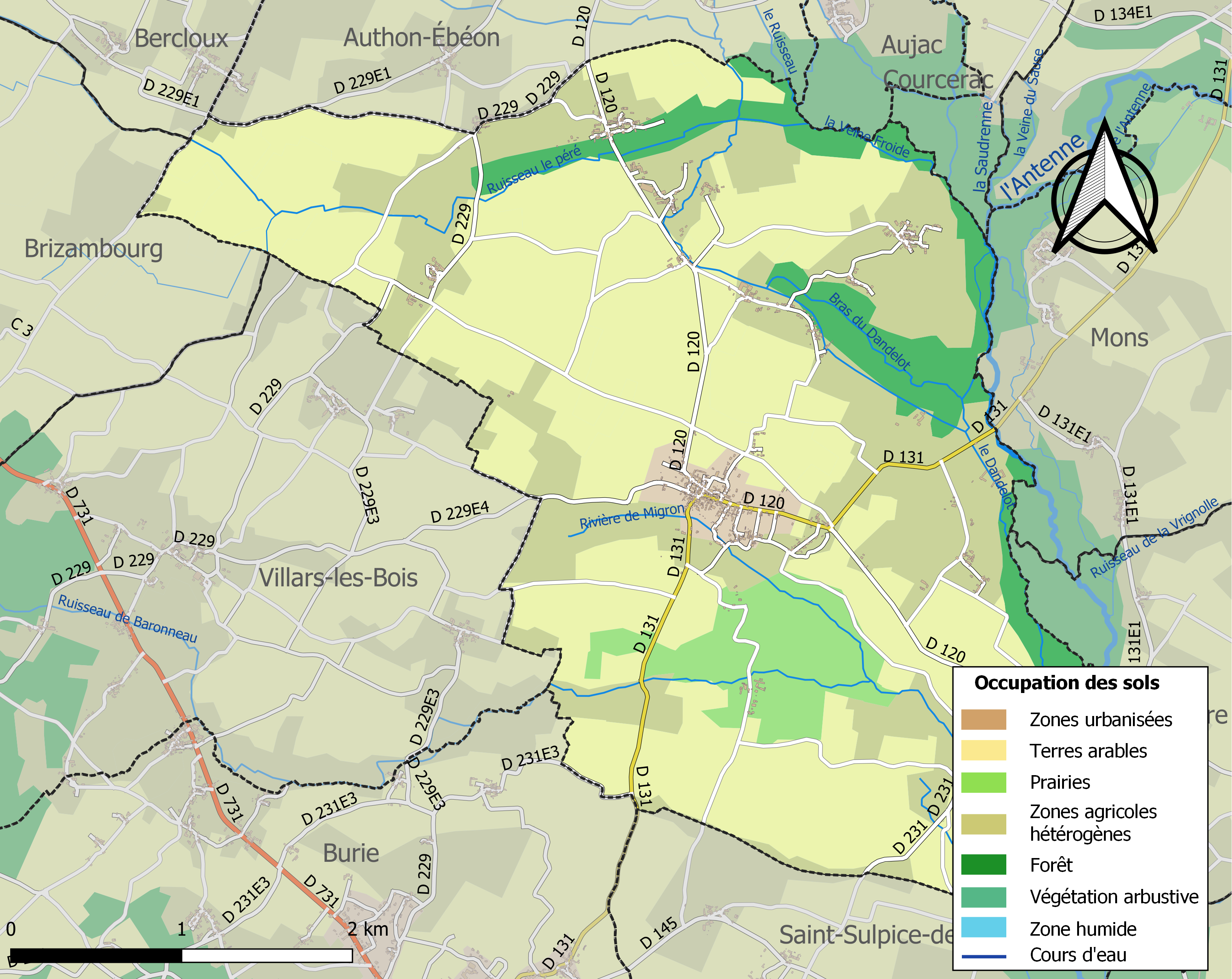
Carte des infrastructures et de l'occupation des sols de la commune en 2018 (CLC).

### Risques majeurs
Le territoire de la commune de Migron est vulnérable à différents aléas naturels : météorologiques (tempête, orage, neige, grand froid, canicule ou sécheresse), inondations, mouvements de terrains et séisme (sismicité modérée). Il est également exposé à un risque technologique,  le transport de matières dangereuses. Un site publié par le BRGM permet d'évaluer simplement et rapidement les risques d'un bien localisé soit par son adresse soit par le numéro de sa parcelle.

#### Risques naturels
Certaines parties du territoire communal sont susceptibles d’être affectées par le risque d’inondation par débordement de cours d'eau, notamment l'Antenne. La commune a été reconnue en état de catastrophe naturelle au titre des dommages causés par les inondations et coulées de boue survenues en 1982, 1983, 1999 et 2010,.

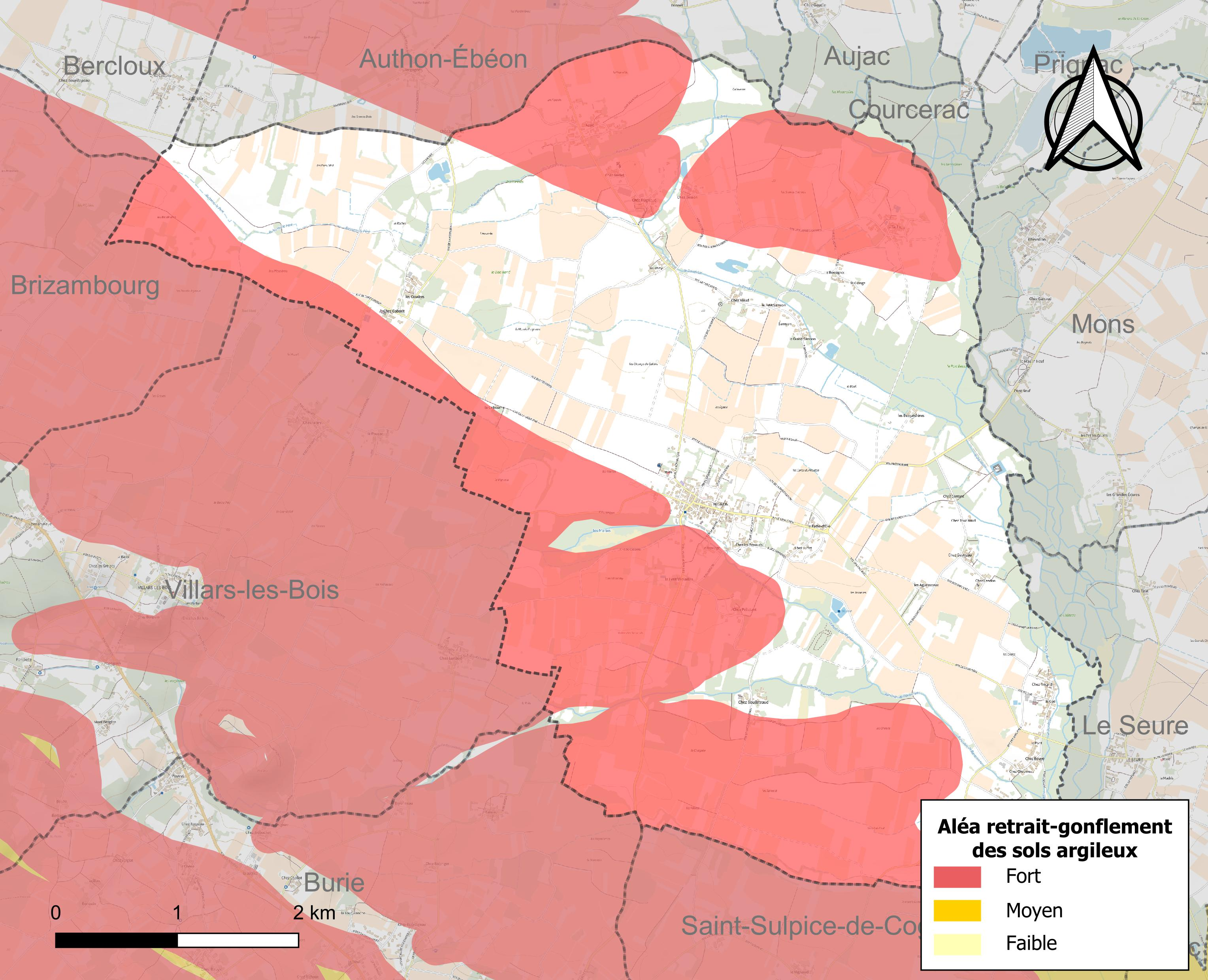
Carte des zones d'aléa retrait-gonflement des sols argileux de Migron.

Les mouvements de terrains susceptibles de se produire sur la commune sont des tassements différentiels.
Le retrait-gonflement des sols argileux est susceptible d'engendrer des dommages importants aux bâtiments en cas d’alternance de périodes de sécheresse et de pluie. 39,7 % de la superficie communale est en aléa moyen ou fort (54,2 % au niveau départemental et 48,5 % au niveau national). Sur les 394 bâtiments dénombrés sur la commune en 2019,  93 sont en aléa moyen ou fort, soit 24 %, à comparer aux 57 % au niveau départemental et 54 % au niveau national. Une cartographie de l'exposition du territoire national au retrait gonflement des sols argileux est disponible sur le site du BRGM,.
Par ailleurs, afin de mieux appréhender le risque d’affaissement de terrain, l'inventaire national des cavités souterraines permet de localiser celles situées sur la commune.
Concernant les mouvements de terrains, la commune a été reconnue en état de catastrophe naturelle au titre des dommages causés par la sécheresse en 2003, 2005 et 2011 et par des mouvements de terrain en 1983, 1999 et 2010.

#### Risques technologiques
Le risque de transport de matières dangereuses sur la commune est lié à sa traversée par une ou des infrastructures routières ou ferroviaires importantes ou la présence d'une canalisation de transport d'hydrocarbures. Un accident se produisant sur de telles infrastructures est susceptible d’avoir des effets graves sur les biens, les personnes ou l'environnement, selon la nature du matériau transporté. Des dispositions d’urbanisme peuvent être préconisées en conséquence.

## Histoire
L'état des paroisses de 1686 nous apprend que la paroisse du Migron a pour seigneur Seris de Chasteau-Couvert, comporte 231 feux et produit « toutes sortes de grains et de légumages ».
Le village de Migron a également eu une gare ainsi qu'un arrêt au lieu dit « La Tâche » et possédait un lavoir encore visible aujourd'hui.

## Politique et administration

### Liste des maires
| Période                                  | Période  | Identité             | Étiquette | Qualité       |
| ---------------------------------------- | -------- | -------------------- | --------- | ------------- |
| 2001                                     | 2008     | Jean-Pierre Churlaud |           |               |
| 2008                                     | 2008     | Sylvie Pérat         |           |               |
| 2008                                     | En cours | Agnès Pottier        |           | Fonctionnaire |
| Les données manquantes sont à compléter. |          |                      |           |               |

### Région
À la suite de la réforme administrative de 2014 ramenant le nombre de régions de France métropolitaine de 22 à 13, la commune appartient depuis le 1er janvier 2016 à la région Nouvelle-Aquitaine, dont la capitale est Bordeaux. De 1972 au 31 décembre 2015, elle a appartenu à la région Poitou-Charentes, dont le chef-lieu était Poitiers.

### Intercommunalité
Jusqu'à la fin de l'année 2012, la commune de Migron faisait partie de la Communauté de communes Vignobles et Vals boisés du Pays Buriaud qui comprenait dix communes ; cette dernière a fusionné avec la Communauté d'agglomération de Saintes le 1er janvier 2013.
Depuis janvier 2013, Migron fait donc partie de la Communauté d'agglomération de Saintes dont le siège administratif est situé à Saintes.

### Fiscalité
La fiscalité est d'un taux de 10,54 % pour la taxe d'habitation, 13,95 % sur le foncier bâti, 38,82 % sur le non bâti et 15,18 % de taxe professionnelle, et comme la communauté de communes prélève sur l'ensemble des quatre taxes, respectivement 1,67 %, 3,25 %, 8,06 % et 3,07 % cela donne au total et avant que s'y ajoutent le département et la région, 12,21 % pour la taxe d'habitation, 17,20 % sur le foncier bâti, 46,88 % sur le non bâti et 18,25 % de taxe professionnelle (chiffres 2007).

## Population et société

### Démographie

#### Évolution démographique
L'évolution du nombre d'habitants est connue à travers les recensements de la population effectués dans la commune depuis 1793. Pour les communes de moins de 10 000 habitants, une enquête de recensement portant sur toute la population est réalisée tous les cinq ans, les populations de référence des années intermédiaires étant quant à elles estimées par interpolation ou extrapolation. Pour la commune, le premier recensement exhaustif entrant dans le cadre du nouveau dispositif a été réalisé en 2006.

En 2022, la commune comptait 699 habitants, en évolution de −4,25 % par rapport à 2016 (Charente-Maritime : +4,04 %, France hors Mayotte : +2,11 %).
| 1793  | 1800  | 1806  | 1821  | 1831  | 1836  | 1841  | 1846  | 1851  |
| ----- | ----- | ----- | ----- | ----- | ----- | ----- | ----- | ----- |
| 1 246 | 1 401 | 1 210 | 1 471 | 1 458 | 1 470 | 1 450 | 1 510 | 1 463 |

| 1856  | 1861  | 1866  | 1872  | 1876  | 1881  | 1886  | 1891  | 1896  |
| ----- | ----- | ----- | ----- | ----- | ----- | ----- | ----- | ----- |
| 1 409 | 1 406 | 1 406 | 1 368 | 1 240 | 1 211 | 1 183 | 1 151 | 1 152 |

| 1901  | 1906  | 1911 | 1921 | 1926 | 1931 | 1936 | 1946 | 1954 |
| ----- | ----- | ---- | ---- | ---- | ---- | ---- | ---- | ---- |
| 1 154 | 1 059 | 973  | 804  | 822  | 803  | 703  | 674  | 702  |

| 1962 | 1968 | 1975 | 1982 | 1990 | 1999 | 2006 | 2011 | 2016 |
| ---- | ---- | ---- | ---- | ---- | ---- | ---- | ---- | ---- |
| 636  | 667  | 750  | 762  | 740  | 637  | 619  | 712  | 730  |

| 2021 | 2022 | - | - | - | - | - | - | - |
| ---- | ---- | - | - | - | - | - | - | - |
| 706  | 699  | - | - | - | - | - | - | - |

## Commerces et Services
Les commerces de Migron se composent d'une boulangerie, d'une boucherie, d'une épicerie et d'un salon de coiffure.
La commune dispose également d'une agence postale communale.

## Agriculture
La céréaliculture est présente sur la commune avec la culture du blé, du maïs, de l'orge, du tournesol, du colza, etc.

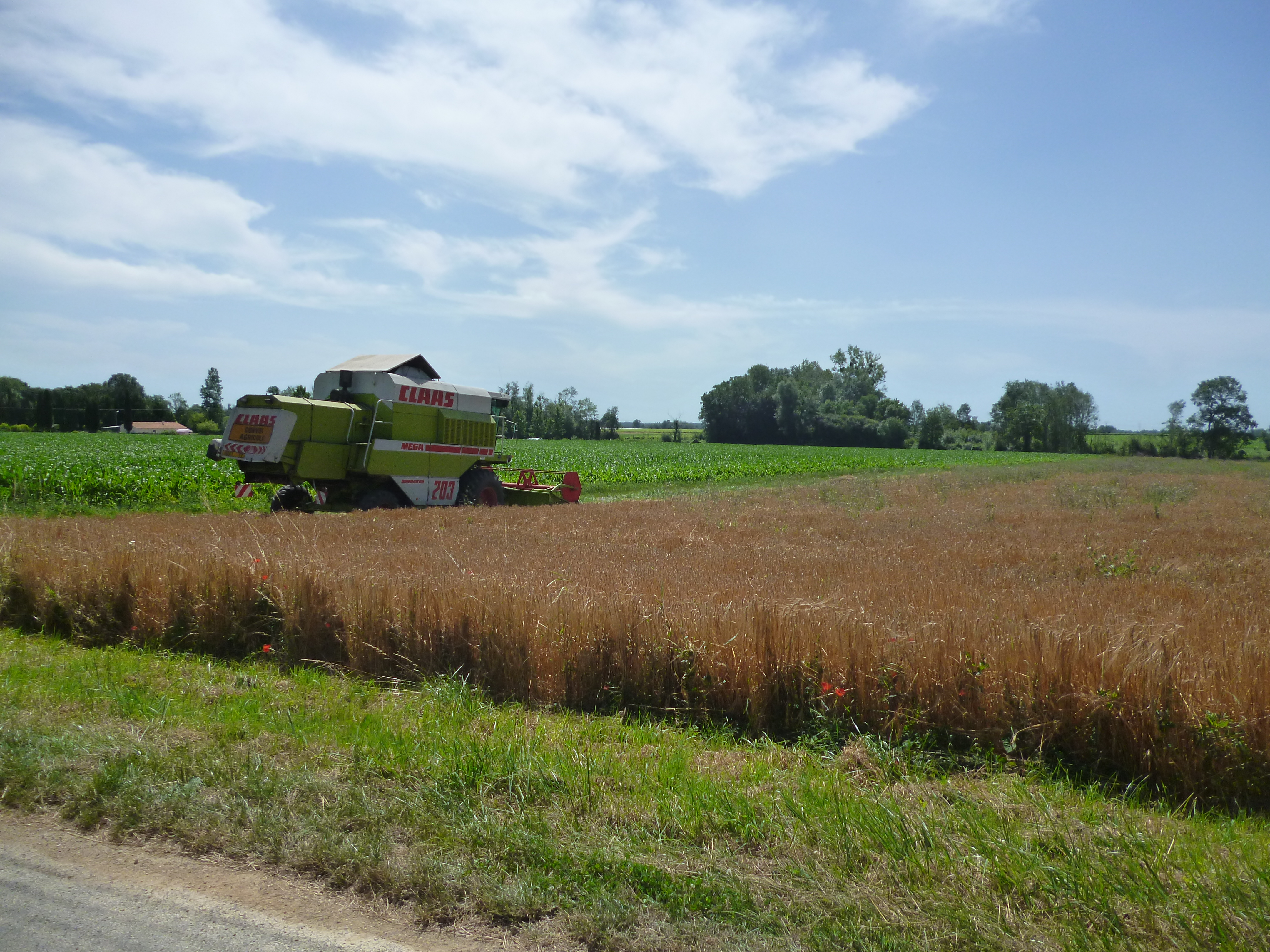
Céréales et moissonneuse-batteuse.

En se rapprochant de Burie et de Villars-les-Bois, la viticulture est davantage présente. Les vignes sont essentiellement des cépages blancs, le vin étant destiné à la distillation pour l'élaboration de Cognac. On rencontre également quelques parcelles de cépages rouges pour l'élaboration de Pineau des Charentes.

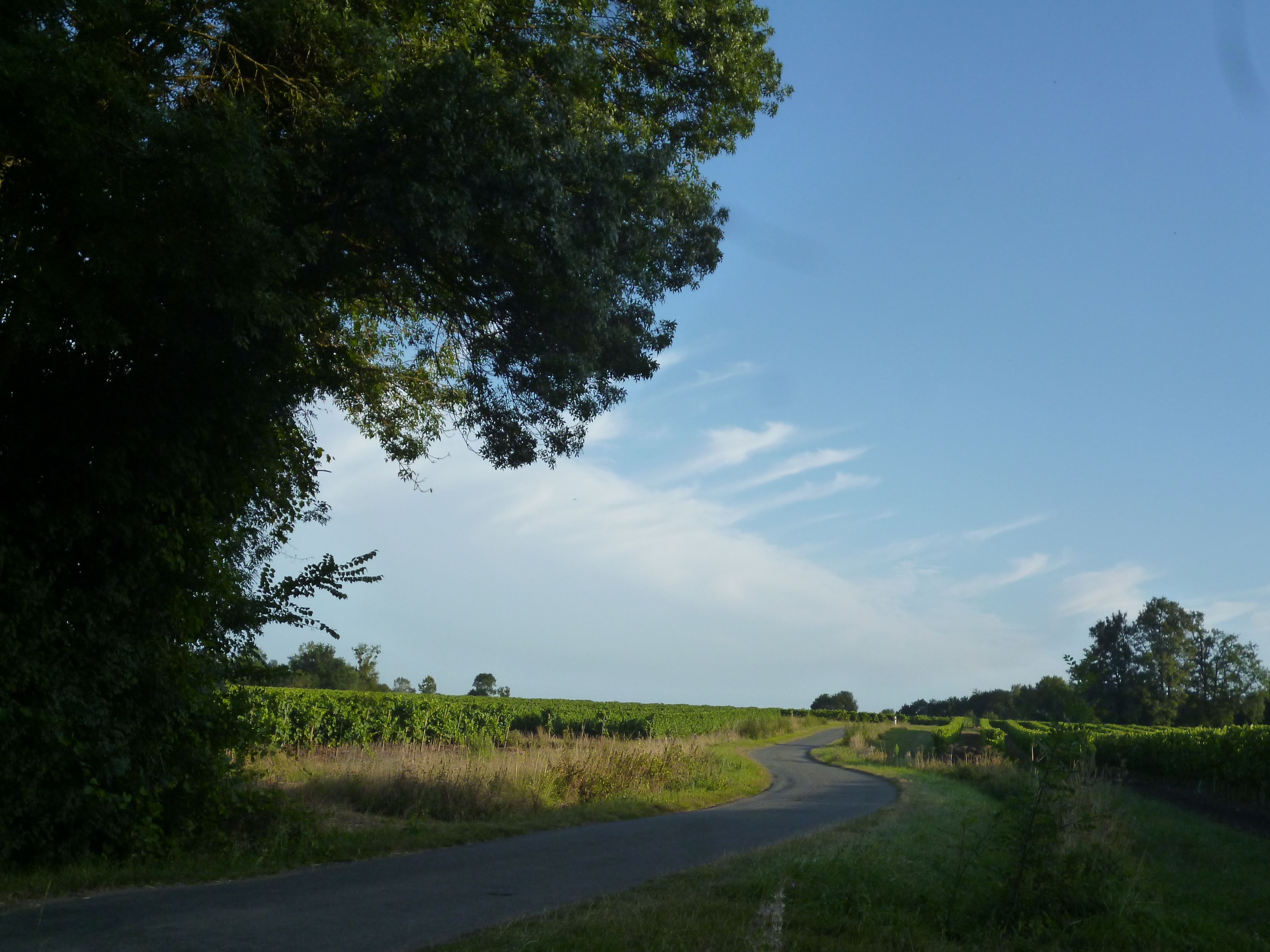
Vignes et bois.

La populiculture est également présente, grâce à la présence d'eau.
On peut également noter la présence d'aviculture.

## Lieux et monuments
À Migron sont visibles l'église romane Saint-Nazaire, un château (Château-Couvert) et un lavoir.
On peut également trouver un écomusée, l'écomusée du Cognac.

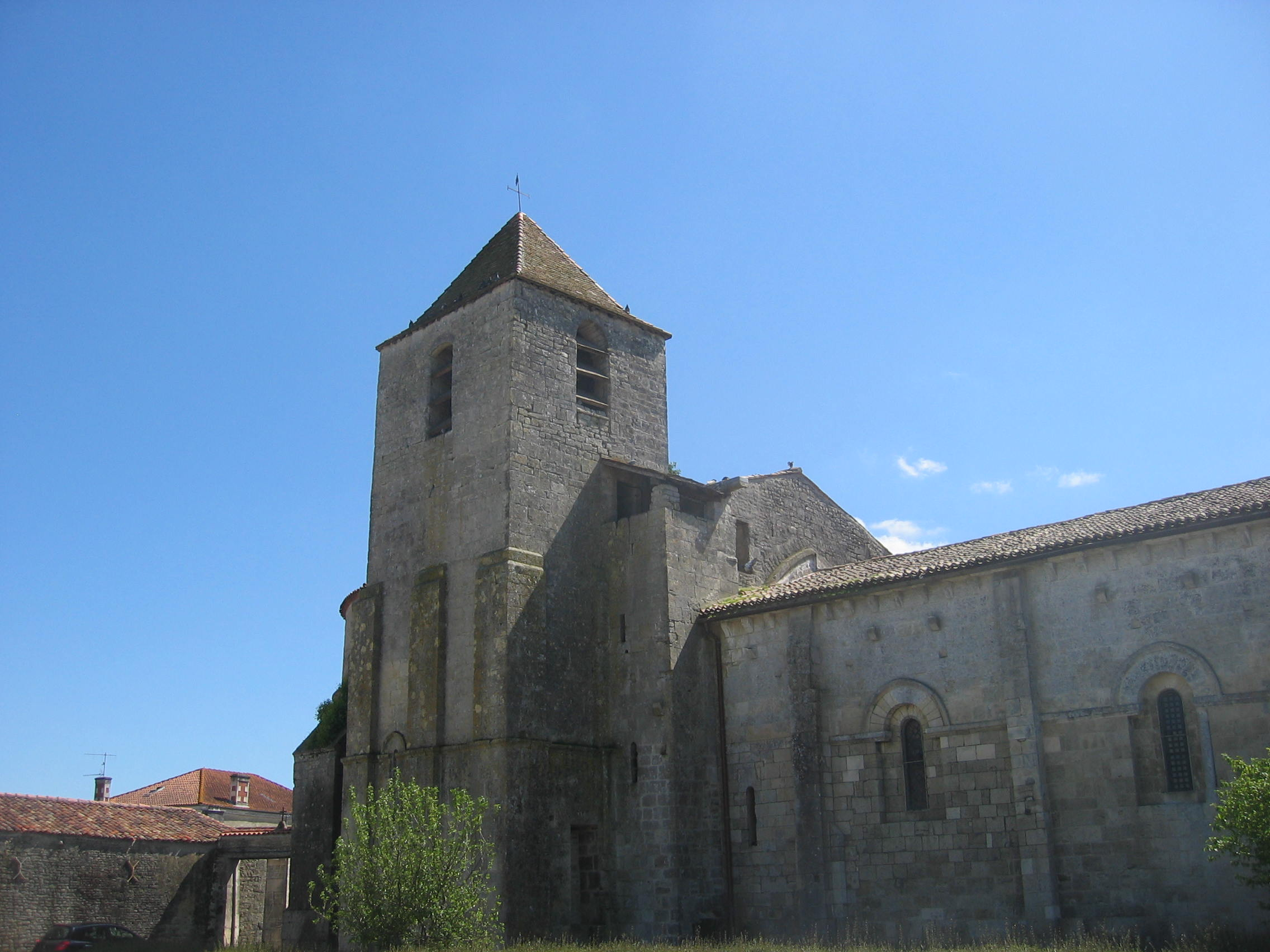
Église Saint-Nazaire.